# Stages (coffret)
Pour les articles homonymes, voir Stage (homonymie).
Albums de Jimi Hendrix
Live Isle of Wight '70
(1991) The Ultimate Experience
(1992)
Dans une optique radicalement différente de celle de The Jimi Hendrix Concerts, Alan Douglas publia en 1991 Stages, un coffret 4 CD retraçant quatre concerts de Jimi Hendrix, un par année, de 1967 à 1970. À la logique de la compilation, il substituait une approche plus proche des pirates, en proposant des performances se voulant représentatives des concerts de Jimi Hendrix, avec leurs forces, mais sans gommer les points faibles. Partant du principe que seuls les véritables amateurs du guitariste seraient susceptibles de s'offrir un tel objet, Alan Douglas pensait légitimement récuser l'accusation de publier du matériel ne répondant pas toujours à un degré d'exigence minimale. 
On pourrait comparer le procédé à ce que propose Dagger Records aujourd'hui, à la nuance près que les 4 concerts sont enregistrés professionnellement. Experience Hendrix LLC ne semble d'ailleurs pas trop savoir quoi faire de ce matériel : à l'exception de quelques titres publiés sur The Jimi Hendrix Experience Box Set, tout ce matériel est redevenu inédit depuis. Au moins officiellement...

## Stockholm 67

### CD 1 - 5 septembre 1967
1. Sgt. Pepper's Lonely Hearts Club Band
2. Fire
3. The Wind Cries Mary
4. Foxy Lady
5. Hey Joe
6. I Don't Live Today
7. Burning of the Midnight Lamp
8. Purple Haze

### Les musiciens
- Jimi Hendrix – Guitare, chant
- Noel Redding - Basse, seconde voix
- Mitch Mitchell - Batterie

### Une émission radio de 1967
Le premier volume de Stages a une tonalité sensiblement différente des trois autres : ce n'est pas un concert mais une performance Live enregistrée le 5 septembre 1967 dans les studios d'une radio suédoise, devant une centaine de spectateurs seulement, et destinée à être retransmise par la suite. Le détail a son importance : outre une ambiance incroyablement calme pour un concert de The Jimi Hendrix Experience, les versions proposées sont bien moins sauvages que celle du festival de Monterey, alors que les concerts ne sont séparés que de quelques semaines. C'est ici un groupe appliqué qui reproduit plutôt fidèlement les titres qu'il a enregistré en studio. 
La qualité audio est le gros point faible de Stockholm 67 : si les voix de Jimi Hendrix et de Noel Redding ainsi que la batterie de Mitch Mitchell sont claires, la guitare de Hendrix est mixée beaucoup trop en retrait, et sans aucun relief. La basse de Noel Redding souffrant du même problème, le rendu est définitivement plat, inférieur en cela à certains pirates audience, dont le rendu de la dynamique est autrement supérieur. La plupart du temps, la guitare n'est vraiment audible que lorsque Hendrix prend un solo (et enclenche sa Fuzz box…). On peut présumer que ce mixage catastrophique est le fait des ingénieurs Suédois, qui ont dû mixer le concert en direct (d'autant que c'est de la mono).

## Paris 68

### CD 2 - 29 janvier 1968
1. Killin' Floor
2. Catfish Blues
3. Foxy Lady
4. Red House
5. Drivin' South
6. The Wind Cries Mary
7. Fire
8. Little Wing
9. Purple Haze

### Les musiciens
- Jimi Hendrix – Guitare, chant
- Noel Redding - Basse, seconde voix
- Mitch Mitchell - Batterie

### Hendrix à l'Olympia
Le deuxième volume de Stages propose l'intégralité du second concert donné le 29 janvier 1968 par le Jimi Hendrix Experience à l'Olympia.
Enregistré en mono à l'aide d'un matériel encore rudimentaire par Europe N°1, la qualité audio est nettement supérieure à celle de Stockholm 67 en termes de dynamique. Mais sans être pour autant vraiment satisfaisante : les instruments ne sont pas toujours bien équilibrés, et la guitare est parfois mixée trop en retrait. Il y a aussi un certain nombre de temps morts (liés aux problèmes techniques) qui lestent inutilement une édition officielle.
La setlist présentée ce soir-là par l’Experience était assez originale, notamment en raison de sa tonalité blues : sur les cinq premiers titres, quatre sont des blues.

## San Diego 69

### CD 3 - 24 mai 1969
1. Intro Riffs
2. Fire
3. Hey Joe
4. Spanish Castle Magic/Sunshine Of Your Love
5. Red House
6. I Don't Live Today
7. Purple Haze
8. Voodoo Child (Slight Return)

### Les musiciens
- Jimi Hendrix – Guitare, chant
- Noel Redding - Basse, seconde voix
- Mitch Mitchell - Batterie

### L'Experience touche à sa fin
À l'inverse des concerts publiés sur les deux premiers volumes de Stages, la performance du 24 mai 1969 a été enregistrée dans l'optique de publier un album live du Jimi Hendrix Experience. Album qui ne verra jamais le jour, alors que les trois concerts enregistrés dans cette optique fournissaient pourtant largement de quoi faire. 
C'est un des derniers concerts de l'Experience : le groupe ne se produira qu'à six reprises par la suite, et se séparera le mois suivant. Si les biographes de Jimi s'accordent tous sur la détérioration considérable des rapports humains au sein du groupe, les avis divergent quant à la qualité des concerts de leur dernière tournée américaine. Le concert donné le mois précédent au LA Forum, publié naguère officiellement sur le coffret Lifelines est nettement moins fort que la performance du groupe au Royal Albert Hall deux mois plus tôt.
Mais autant le dernier enregistrement soundboard de l'Experience (Newport, le 20 juin 1969, avant-dernier concert du groupe) n'a rien d'inoubliable, autant le concert de San Diego est un grand concert, et l'on ne peut que s'étonner que seuls deux titres soient aujourd'hui disponibles officiellement (Red House et Purple Haze). Le concert a certes quelques faiblesses (Hendrix rencontre des problèmes de justesse sur Hey Joe et Voodoo Child (Slight Return), mais il est globalement d'une tout autre qualité que le deuxième disque du Live at the Fillmore East ou le double album Blue Wild Angel: Live at the Isle of Wight. Si le concert avait été filmé, nul doute qu'Experience Hendrix LLC nous aurait déjà proposé leur version de ce concert...
La qualité audio de San Diego 69 est ici irréprochable, même si le panoramique stéréo du mixage proposé par Alan Douglas ne fait pas l'unanimité. Contrairement aux deux premiers volumes de Stages, le concert n'est pas présenté dans son intégralité : Foxy Lady n'a pas été retenue, comme l'année précédente pour le quatrième CD de Lifelines: The Jimi Hendrix Story présentant le concert du LA Forum.

## Atlanta 70

### CD 4 - 4 juillet 1970
1. Fire
2. Lover Man
3. Spanish Castle Magic
4. Foxy Lady
5. Purple Haze
6. Hear My Train A Comin'
7. Stone Free
8. Star Spangled Banner
9. Straight Ahead
10. Room Full Of Mirrors
11. Voodoo Child (Slight Return)

### Les musiciens
- Jimi Hendrix – Guitare, chant
- Billy Cox - Basse, seconde voix
- Mitch Mitchell - Batterie

### Une performance inégale
Dernier volume de Stages, ce quatrième CD revient sur la performance du trio Hendrix/Cox/Mitchell du 4 juillet 1970 donnée dans le cadre de l'Atlanta Pop Festival à Byron (en fait à plus de 140 km d'Atlanta). Enregistrée professionnellement, elle fut aussi filmée, mais avec une qualité d'image assez moyenne. 
La date a son importance : le triple album Woodstock était alors au sommet des charts, et il va sans dire que plus d'un spectateur espérait bien entendre une interprétation du fameux enchaînement de l'hymne américain avec Purple Haze en ce jour de fête nationale US.
C'est après une journée de fournaise que le trio se produira devant la foule la plus nombreuse de la carrière de Jimi, à ce stade tout du moins : le record sera battu à l'Ile de Wight. Outre la chaleur, l'humidité était de la partie : cela explique certains problèmes de justesse rencontrés ici, les instruments à cordes supportant mal l’humidité ainsi que les variations de température (Hendrix ne montera sur scène qu'après minuit).  
Le groupe rencontrera malheureusement d'autres soucis techniques plus gênants encore : il semble que la qualité des retours dont disposaient les musiciens sur scène était très insuffisante, le plus pénalisé étant Mitch Mitchell. Il fait ici les frais du niveau sonore extrême auquel Hendrix jouait, cela se traduisant par certains flottements rythmiques totalement inhabituels de sa part, allant même jusqu'à la perte du tempo. Sa capacité à retomber sur ses pieds alors qu'on pense qu'il a perdu la mesure, évoquée par Billy Cox en interview est ici mise à rude épreuve, même si l'intensité de ces flottements varie selon les titres. 
Par conséquent, il n'est pas surprenant de constater que, des quatre volumes de Stages, Atlanta 70 est de loin celui qui retranscrit le moins la véritable nature du concert. Non seulement Alan Douglas n'a sélectionné que 11 des 17 titres joués, mais il a aussi inversé considérablement l'ordre dans lequel ces titres apparaissaient.
Comme pour San Diego 69, tout le matériel présenté ici n'était pas inédit : la bande originale de la vidéo Johnny B. Goode sortie en 1986 comportait une version éditée de Voodoo Child (Slight Return), Star Spangled Banner, mais aussi un titre non retenu ici : la première version soundboard officielle de All Along the Watchtower.
Quatre ans plus tard, la compilation Cornerstones 1967-1970 publiée par Douglas présentait deux inédits extraits de ce même concert : Fire et Stone Free. Finalement, seuls sept titres étaient donc véritablement inédits, sur les 11 du CD.
On notera enfin que la VHS consacrée à ce concert publiée par Douglas dans les années 1990 ne reprenait pas exactement les mêmes titres que Stages, sans doute pour s'assurer que tous les amateurs du guitariste passent bien devant le tiroir-caisse (on y retrouvait Red House et Hey Joe, inédits sur disque). Finalement, seuls trois titres n'ont jamais été publiés officiellement. 
Le mixage présenté ici par Douglas ne fait pas là non plus l'unanimité : outre un panoramique stéréo très marqué, il a ajouté de l'écho sur la voix, ainsi que des acclamations de spectateurs lorsqu'il estimait que cela renforçait l'intensité dramatique de l'évènement. C'est surtout le choix des titres de Douglas que l'on peut trouver (légèrement) améliorable : pourquoi retenir Room Full Of Mirrors, dont la version présentée ici est très faible, à la place de Hey Joe, où Jimi Hendrix livre deux superbes soli ?
L'idée d'inverser l'ordre dans lequel les titres apparaissent est pour le moins déroutante.
Pour le reste, sa sélection tient la route, d'autant que publier l'intégralité du concert d'Atlanta serait une grave erreur.

### Atlanta: le film
Au début des années 90, Alan Douglas avait produit un certain nombre de VHS consacrées à Jimi Hendrix. La vidéo, publié en 1992, reprend la même trame que le CD (qui ne suit pas l'ordre du concert), avec une sélection légèrement différente.
Elle présentait ainsi deux titres inédits officiellement :
- Hey Joe, dans une superbe version, avec deux solos magnifiques de Hendrix ;
- Red House, nettement moins brillante, où Jimi Hendrix est complètement désaccordé la plupart du temps.

All Along the Watchtower avait déjà connu les honneurs d'une publication officielle sur l'album Johnny B. Goode en 1986.
Si la qualité de l'image (en couleur) n'est pas toujours excellente (et le nombre de plans réduit), il n'en demeure pas moins que cette vidéo est un superbe document, revenant sur un concert trop souvent sous-estimé.
Supprimée du catalogue, une version DVD circule toutefois dans le circuit des collectionneurs.